# 生源寺希徳
生源寺 希徳（しょうげんじ まれのり、嘉永7年〈1854年〉 - 没年不明）は、日本の神職。日吉大社宮司。

## 生涯
嘉永7年（1854年）、生源寺希璵の子として近江国（現在の滋賀県）に生まれる。
明治7年（1874年）4月13日、有栖川宮幟仁親王が希徳邸に一泊し、4月14日に社参の後希徳邸に帰り、酒肴・昼飯を嗜んだという。この年の3月に西川吉輔が大宮司として赴任するが、羽島千波多少宮司らと共に西川大宮司と対立し、10月24日には中教院に対して辞表を提出した。12月5日、羽島少宮司は西川大宮司にこの辞表の件を問いただして返答を受け、翌日にも西川大宮司の許を訪れて「激論」を行い、12月9日には納得できないとして辞表の一件が不条理であることを羽島少宮司によって教部省に上申されている。
明治9年（1876年）5月5日、建勲神社権宮司から日吉大社少宮司に転じた。明治10年（1877年）12月8日、太政官布告により大少宮司が廃止され、禰宜に転じる。
明治12年（1879年）9月1日、日吉大社の宮司に就任した。明治13年（1880年）3月には、日吉大社の旧儀復興のための寄付金を願い出ている。
明治16年（1883年）11月16日、社用により上京した。明治17年（1884年）12月3日、社用のため再び上京し、12月18日に帰社した。
明治20年（1887年）3月18日、閣令により宮司が廃官となって神官から官吏待遇となり、4月1日に内務省補任の宮司に就任した。
明治21年（1888年）10月29日、滋賀県庁舎建築費として金10円を寄付したことにより、賞勲局より木杯一箇を下賜された。
明治22年（1889年）1月28日、松木美彦・藤井希璞が連署して土方久元宮内大臣宛に授爵を請願、希徳はここに久志本常幸・宮後朝昌・澤田泰綱・世木親喜・松下径久・岡本保益・鳥居大路治平・鹿島則文・香取保礼らと共に名が挙がっているが、このうち泰綱の子澤田泰圀のみ授爵され、希徳を含めて他は選に漏れている。さらに翌年（1890年）にも五度目の請願を行うが不許可に終わっている。
明治25年（1892年）、『現今執行日吉神社古例祭式』を著し、滋賀県庁に提出した。
明治27年（1894年）1月23日、宮司職を辞した。
以後の消息は不明。

## 系譜
- 父：生源寺希璵
- 母：不詳
- 妻：不詳
  - 養子：生源寺茂忠（1903 - ） - 樹下茂喜三男[20]
    - 嗣子：生源寺茂樹（1928 - ）[20]

## 栄典
- 年月日不明、正七位[15]
- 明治26年（1893年）12月26日、従六位[21]